# Arab irodalom
Arab irodalom alatt az arab nyelven megírt középkori és újkori munkák összessége értendő. Az iszlám vallás megjelenése (7. század) előtti időből kevés irodalmi emlék maradt fenn, annál bőségesebb a középkori és újkori muszlim arab irodalom. Önálló természettudományi, vallási, filozófiai, történeti, jogi, nyelvészeti művek sora mellett jelentős fordítói tevékenység is megfigyelhető az araboknál:  több ókori – nagyrészt görög – író (szépíró, természettudós, filozófus) azóta elveszett eredeti művét fordították le.

## Első emlékek és aRásidúnkora

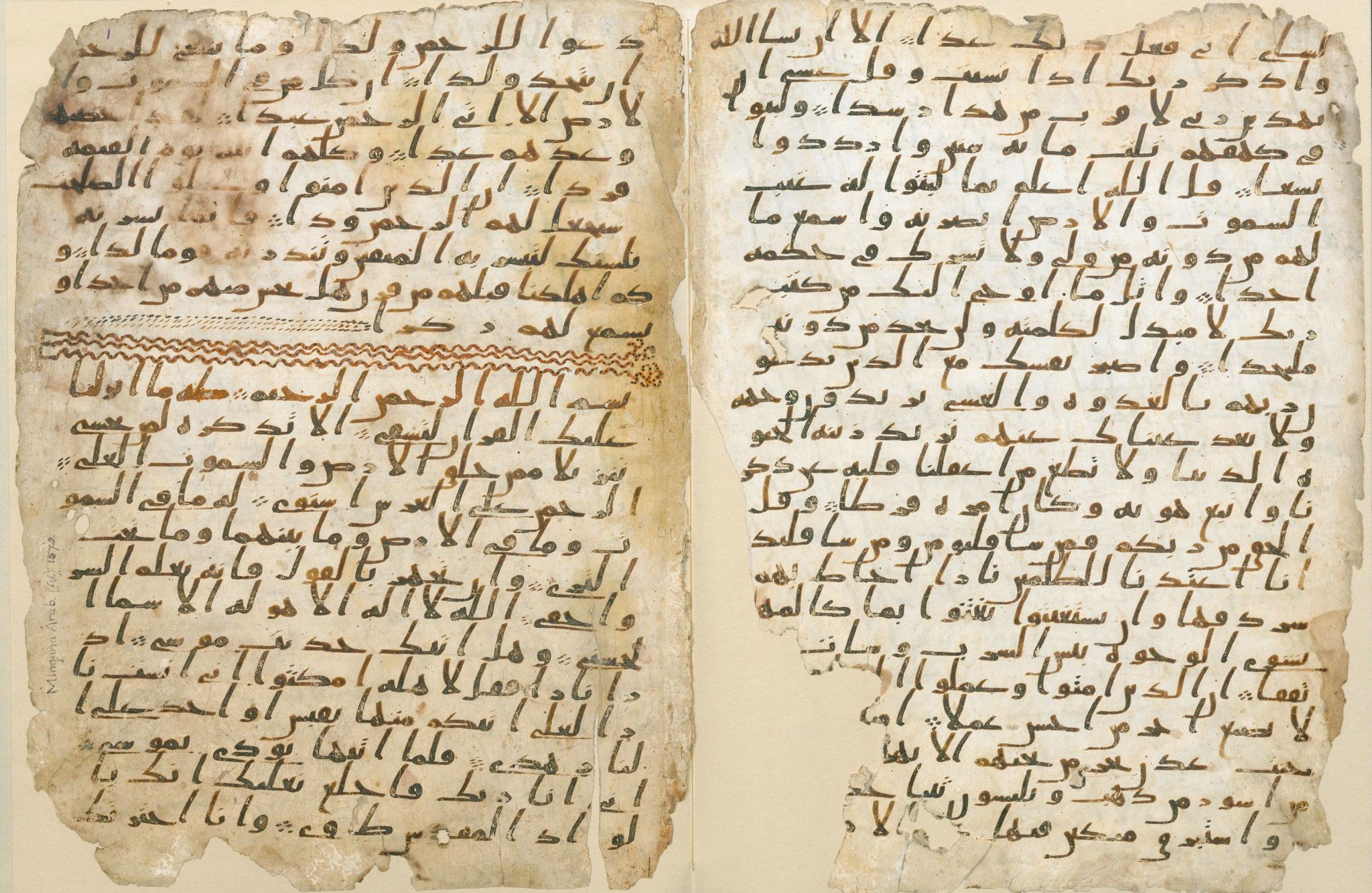
A Korán legkorábbi kézirata (7. század)

Az arab irodalom legkorábbi ismert összefüggő irodalmi emlékei a 6. századból maradtak reánk, az iszlám kor  előtti (dzsáhilijja időszak) költeményeiben. Ezt a költészetet a törzsekre tagolt arab nép életével kapcsolatos társadalmi szokások és az azt képező életfelfogás jellemzi: az arab törzsek szüntelen vetélkedése, hivalkodása, az ellenség becsmérlése, az arab nép  erényeinek kidomborítása, a vendégszeretet, a törzshöz szegődő idegenek oltalma. Ezek a mozzanatok képezik a régi nagy arab költemények (kaszidák) alapját, amely szerkezete több elemből tevődik össze. Amikor egy költő egy kaszidában például az ünnepelt mecénást készült dicsőíteni, előbb a szeretőjét énekelte meg, leírta a pusztulásnak indult helyeket, amelyeken valaha együtt időztek, írt az elválás fájdalmáról, amikor utazását beszéli el, előrebocsátja az utazáshoz használt lónak, vagy tevének, illetve a sivatagnak részletes leírását, szól az esetleges zivatarról, vagy az útközben véghez vitt vadászatról. Ezt követően elér költeményében hőséhez, akinek erényeit a túlzó hasonlatokkal dicsőíti.
Az arab pogányság korszakából nagy számmal fennmaradt költészeti emlékeket a 9. és 10. század arab filológusai gyűjtötték össze. Nevezetes ilyen összeállítás:
- a hét muallakát, amely Amr ibn Kulszúm (?–~600), Antara ibn Saddád (525–615), Imru l-Kajsz (~500–~540), Hárisz ibn Hilliza (?–~580), Labíd ibn Rabía (~560–661), Tarafa ibn al-Abd (~538–~564) és Zuhajr ibn Abi Szulma (~530–~607) verseit foglalja magába,
- a Hudzeilita törzshöz tartozó költők verseinek gyűjteménye,
- a Hamásza,
- a Mufaddalijját-gyűjtemény.[1]

A gyűjtemények mellett a pogány időből még egyes legendás hősök, például Urwah ibn al-Ward, Al-Hádira stb. divánja is megmaradt. Ezek a költői emlékek leghitelesebb forrásai a régi arabok társadalmi és szellemi életének. Átmenetet képeznek azok a költők, akik a pogányságról az iszlám vallásra való áttérést képviselik: ők maguk szemtanúi voltak az új vallás harcainak, és váltakozó őszinteséggel maguk is felvették az iszlámot. Ilyen költő többek között a már említett Labíd ibn Rabía, akinek költeményei a régi pogányság mellett a vallási eszméket tükrözik vissza; Hasszán ben Thábit (554–659), aki a próféta győzelmeit énekelte meg, illetve gyalázta pogány ellenfeleit; Kab ben Zuhejr (?–646), aki Mohamed ellenségéből dicsőítőjévé vált, és a Prófétától ezért a burda nevű palástot kapta ajándékul; a sokat vándorló Aasa Kajsz (<570–629?), aki ugyancsak Mohamedet dicsőítette művészetével. Elmondható, hogy az iszlám első évtizedeiben az új vallás eszmeköre a költők többségére csak csekély, vagy éppen semmilyen befolyást nem gyakorolt. A költők továbbra is a pogány arabság eszményeinek hívei maradtak, és olykor nyíltan ellenszegültek a vallási kegyesség ellen. Híresebb korabeli költő volt Abu Mihdzsan (?–633<) és Al-Huteja (?–688), utóbbinak fennmaradt költeményeit először a magyar Goldziher Ignác dolgozta fel 1892-ben.
Az iszlám keletkezése és terjedése által nyílt alkalom arra, hogy az arabok között prózai irodalom is keletkezzen. A könyvvé összeszerkesztett Korán nemcsak az első irodalmi termék volt, hanem ehhez hozzá fűződhetett az irodalom további fejlődése is. Az idegen művelődési körökkel való érintkezés – amely az egymást érő hódítások következménye volt – újabb kultúrelemekkel gyarapította az arabság szellemi életét. Közismert tény, hogy az arab irodalomnak és arab tudománynak nevezett művelődési ágak túlnyomó része a hódítások által az iszlám vonzásába került nem arab elemek voltak.

## Az Omajjád- az Abbászida-kor általános irodalmi jellemzői
Az omajjád korszak (661 – 750) költészetének legnagyobb része is világias érzéseket tükröz vissza, és ezzel a pogány arab költészet egyenes folytatásának tekinthető. A korszak nevezetes költői volt Dzsamil (~660–701), Kuthejjir (~660–723), a keresztény Al-Akhtal (~640–713), Umar ibn Abi Rabía (644–712), a híres szerelmi költő, Dzsarír ibn Atijja (~650–728) és Farazdak (641–728).
Az idegen befolyások túlsúlya az Abbászida dinasztia győzelmével érvényesült. Ekkor jelent meg a tudományos irodalom is a muszlimok között; a kalifák (elsősorban Hárún ar-Rasíd [ur.: 786–809], Al-Mamún [ur.: 813–833], Al-Mutaszim [ur.: 833–842]) pártolása mellett a vallási és a világi tudományok fellendültek; messze földekről a fényes fővárosba, Bagdadba özönlöttek a tudósok, a kalifák pedig fejedelmi jutalmakkal ösztönözték az írókat, tudósokat. A fővárosban és a távoli tartományokban (egészen Közép-Ázsiáig), nagy számmal keletkeztek főiskolák és könyvtárak. A tudományos törekvések akkor vettek még erősebb lendületet a periferiális tartományokban, amikor a 10. században a központi hatalom meggyengülése miatt a tartományokban önálló dinasztiák lépnek fel: ezek a fejedelmek maguk köré gyűjtötték a tudósokat, és szinte egymással versenyezve mozdították elő a tudományt és szépirodalmat, amelyeknek a kis államok fővárosai váltak új központjaivá. Az Abbászidák uralkodásától kezdve a fejedelmek részéről nagy pártolásban részesült az egzakt tudományok mellett a görög filozófia művelése is; ennek legnevezetesebb emlékeit szír tudósok segítségével arabra fordították, és ezzel új gondolatokat vittek az arab irodalomba. Érdekes, hogy még az Abbászidák alatt komoly teokratikus szerepet játszó teológia fejlődése is a görög tudomány hatása alatt állt.
A keleti területek arab fejedelmeihez hasonlóan komoly tudományos és művészeti élet zajlott a nyugati Córdobai Kalifátusban. A 10. és a 11. században a muszlim Hispánia volt a tudományos fejlettség központja Európában: virágoztak a főiskolák és a könyvtárak, ezekből táplálkozott az európai tudományosság a középkoron keresztül. II. al-Hakam córdobai kalifa (ur.: 961–976) könyvtárát – vélhetően némi túlzással – 400.000 kötetből állónak mondták; a könyvtár tartalmazta az arab világ legkeletebbi tartományaiban keletkezett irodalmi termékeket is. A szellemi élet gazdagsága és sokoldalúsága a tudományok akkoriban ismert összes ágában bőségesen mutatkozott.

## Bölcsészettudományi irodalom

### Történettudomány
Az arab történelmi irodalom kezdetei a pogány araboknak a filológusok által összegyűjtött szájhagyományokból indulnak ki. Ezek a hagyományok a törzsek életének, egymással való érintkezésének, harcainak változatos mozzanataira, hőseik dicsőített tetteire vonatkoztak; egyben a pogány költészettel – amelynek mintegy történeti kommentárjait alkották – a legszorosabb kapcsolatban álltak. Ajjám al-arab ("az arabok [emlékezetes] napjai") névvel foglalták össze ezeket a hagyományokat. Az adatokat kiegészítik a törzsek genealógiájára vonatkozó ismeretek, amelyeket már az Omajjádok alatt elkezdtek rendszerbe foglalni, illetve igyekeztek – az éppen abban az időben az arabok által megismert – bibliai történetekkel kapcsolatba hozni. Az első Omajjád kalifa, Muávija (ur.: 661–680) udvarában sok tudós foglalkozott ilyen típusú kutatásokkal, közülük különösen Dagfal (7. sz.) és a délarab származású Abid ben Sarija (8. sz.) nevezetes. Abid ben Sarijának egy könyve is fennmaradt Régi történetek címen.
Az iszlám második századában már komolyabban foglalkoztak a filológusok a pogányság történelmi hagyományainak összegyűjtésével; mai tudásunk jelentős része ezzel kapcsolatban Ibn al Kelbi (737–819), Al-Aszmái (~740–831), Abú Ubaida (728–825), illetve néhány kortársuk kritikailag feldolgozott feljegyzésére alapozódik. Sajnálatos dolog, hogy tulajdonképpen ezeknek a tudósoknak a munkáit is csak a későbbi évszázadok enciklopédikus műveiben fennmaradt idézetekből ismerjük. A muszlim történettudósokat érdekelte magának az iszlám vallás keletkezésének és első évtizedeinek a története, így keletkeztek az ún. Magázi-k ("Háborúk"). A Magázi történetét legelőször Ibn Isák (704–767) foglalta össze, később az ő művét dolgozta át Ibn Hisám (?–833). Komoly forrás és szaktekintély a korai korszakkal kapcsolatban Al-Vákidi (748–822), bár az ő neve alatt egyesek nem hiteles műveket is kiadtak.
A történetírás következő korszakába tartozott Al-Azraki (?–864), aki Mekka történetét dolgozta fel, illetve Al-Baládzuri (?–892) krónikája. A síita politikai nézet szemszögéből írta meg az iszlám történetét 869-ig a geográfusok között már említett Al-Jaakúbi. Al-Dináveri (815–896) krónikája az Omajjád időkkel és a három első Abbászida kalifával foglalkozik. Ibn Kuteiba (828–889) egy kézikönyvet szerkesztett, amelyben feldolgozta az iszlám kor előtti arab történelmet, de röviden összefoglalta az iszlám világ addig történetét is. Al-Tabarí (839–923) a világ teremtésétől egészen 914-ig dolgozta fel nagy terjedelmű művében az eseményeket. Műve elsősorban a kalifátus történetének leggazdagabb forrása, egyben az ő munkájából ismerhető meg az arab történetírás módszere: Tabari ugyanazon úton indult mint a Hadísz, egy-egy történet első forrásáig a tekintélyek egymástól függő láncszemein keresztül szóbeli tudósítás alapján ment vissza, majd egymás mellé állította az egy-egy eseményre vonatkozó különböző, sokszor egymással ellentmondó adatokat. A modern történeti kritika számára értékes eljárás ez, ugyanakkor az előadás éppen ezért terjengős és darabos. Ezt a módszert csak a későbbi arab korszakban haladták meg, viszont a későbbiekben az eredeti tudósításokat sokszor a kompiláció váltotta fel.
Al-Maszúdi (896–956) kultúrtörténeti szempontból írt értékes történeti művet; ifjú kortársa, Hamza al-Iszfaháni (893–970) a világtörténelmi szempontokat vette figyelembe rövid kézikönyvében. Munkájában elsősorban – az arabok mellett – a perzsáknak kívánt történelmi igazságot szolgáltatni. Az Abbászida korszak első két évszázadára nézve (982-ig) igen fontos forrásként szolgál Abu Ali Miszkavajh (932–1030) műve, A népek tapasztalatai. Amíg a korábbi történetírás elsősorban az Abbászidáknak kedvező színben mutatta be az eseményeket, addig Bagdadnak Hülegü kán által történt meghódítása után más nézeteket is megjelenhettek: így például Ibn al-Tiktika (1262–1309) a bukott dinasztiával ellenséges szellemben írta meg a kalifátus történetét. Nagy számban jelentek a kompilátorok: a legterjedelmesebb ilyen típusú művet Ibn al-Aszír (1160–1233) írta A tökéletes cím alatt. Alkotásában a muszlim világ történetét saját korszakáig egészíti ki. A földrajzi írók között már említett Abu l-Fidá (1273–1331) krónikája a korábbi források 19. századi felfedezése előtt a muszlim történelem szinte egyedüli forrása volt Al-Nuvajri (1279–1333) mellett, akinek nagy munkáiból már a 18. század tudósai feldolgoztak egyes részleteket. Abul Mahászin (1531–1604) elsősorban a muszlim Egyiptom történetét vizsgálta, de értékes adalékokat szolgáltatott az iszlám világ általános történetére nézve is. Al-Szujúti (1445–1505) A kalifák története című munkájában az iszlám történetét dolgozta fel összefüggő alakban egészen saját koráig, és elsősorban az egyiptomi Abbászida árnyékkalifák korszakához szolgáltat komoly történeti anyagot. Nem kompilátor Ibn Khaldún (1332–1406), aki nagy világtörténetét egy nevezetes történetfilozófiai művel vezette.
A muszlimok mellett keresztény tudósok is művelték az arab történelmi irodalmat: kimagasló helyet foglal el közöttük Eutükhiosz alexandriai görög pátriárka (arabul Száid ibn al-Batrik, 877–940) alexandriai melkita pátriárkája; Geórgiosz Elmakin (arabul lbn al-Amid, 1205–1273); Abul-Faradzs (897–967), Bar Hebraeus szíriai jakobita érsek (1226–1286), aki szír és arab nyelven szerkesztett történelmi kompendiumot. Ezeken az általános történeti könyveken kívül az arab irodalom rendkívül gazdag történelmi monográfiákban, amelyek részben egyes országok vagy városok, részben egyes dinasztiák vagy uralkodók történetét foglalják magukban. Közülük a leghíresebb Egyiptom monográfiája Abd al-Latif al-Bagdaditól (1262–1231), és Al-Makrízi (1364–1442) Khitat című nagy egyiptomi monográfiája, amely jelentős forrás a koptok történének. Az afrikai berberek történetét a már említett Ibn Khaldún foglalta össze. A hispániai arabok politikai és kulturális életét dolgozta fel Al-Makkari (1578–1632), a szicíliai arabok történetének forrásait pedig Amari gyűjtötte össze. A keresztes hadjáratokkal foglalkozik Imád al-Din al-Iszfaháni (1125–1201), illetve Abu Sáma (1203–1268) munkája, amely Núraddin és Szaladin korszakáról szól. Imád al-din ezen kívül a Szeldzsuk-dinasztia történetéről is értékes monográfiát adott ki.
Az arab irodalom gazdag életrajzi művekben, illetve a híres emberekről szóló életrajzi gyűjteményes könyvekben. Ezek az alkotások Mohamed közvetlen társaitól egészen a legújabb korszakokig tudományágak vagy városok szerint gyűjtötték egybe a híres emberek életrajzait. E művek közül leginkább Ibn Khallikán (1211–1282) könyve terjedt el, ezt bővítették ki később más arab tudósok.

### Nyelvészet
Arab nyelvű irodalom bontakozott ki a nyelvészet minden ágában, így a nyelvtanban, a szótárirodalomban, és a régi költészeti emlékek magyarázásában. A nyelvészet szorgalmas művelését a muszlim népek között azért is fontosnak tekintették, mert a Korán magyarázatának elsőrendű segédeszközéül szolgált. A nyelvtan, amely párhuzamosan a görög tudomány megismerésével, az arisztotelészi Periermheiaz-hoz fűződik, apró kezdetekből csakhamar nagy rendszerré fejlődött az araboknál, és ehhez mind spekulatív irányban, mind pedig a gazdag nyelvadatok szorgalmas megfigyelése és gyűjtése tekintetében a nagy tudósok mesterművekkel járultak hozzá. Az arab hagyomány Abu l-Aszvad ad-Dualinak (606–688) tulajdonítja a nyelvtan megalapítását. Az első, aki a gazdag monografikus előmunkálatok felhasználásával a nyelvtan teljes rendszerét összefüggően összeállította – A könyv címmel –, a perzsa eredetű Szibaveihi (~760–796) volt. A vitás nyelvészeti kérdésekkel kapcsolatban az arab grammatikusok két csoportra szakadtak: a bászrai és a kúfai iskolára. A vitás kérdéseket Al-Anbári (1119–1181) dolgozta fel műveiben. (A későbbi korszakok nyelvészete egyébként végül a bászrai felfogást fogadta el.) A nyelvészeti irodalom termékei között a legnagyobb tekintélyt Al-Zamaksári (1074–1143) Mufasszal című könyve érte el, illetve Ibn Málik (1204–1274) Alfijja című munkája. Iskolai tankönyvnek Keleten leginkább Al-Szanhádsi (?–1323) Adsurrumijja című kompendiumát használták.
A szótárirodalom elsősorban az egyes szinonima csoportok monografikus összeállításából és a klasszikus nyelvhasználatnak részben a régi költészet, részben a sivatag lakóival való érintkezése alapján történt megállapításából fejlődött ki. A legelső, aki összefoglaló szótárt szerkesztett, Halíl ibn Ahmad (718–786) volt: Kitáb-al'ajn című munkája azonban elveszett. Későbbi jelentős mű Al-Dzsauhari (~940–1002) Szaháh című nagy szótára és Al-Firúzábádi (1329–1414) Kámúsza ('óceán'). Utóbbihoz Murtadá al-Zabidi (1732–1791) kimerítő kommentárt írt, amelyet a 19. században 10 nagy kötetben nyomtattak ki Kairóban. Szintén újkori kairói mű a legterjedelmesebb arab szótár, Ibn Manszúr (1232–1312) Liszán al arabjának kiadása 20 kötetben, de komoly alkotás egy keresztény arab tudósnak, Butrusz al-Busztaninak (1819–1883) Muhit almuhit című szótára.
A filológiai irodalmat a régi verselésnek, a példabeszédek vonatkozásainak és általában a nyelv klasszikus kora emlékeinek megértését elősegítő könyvek egészítik ki. Ezek között legnevezetesebb Al-Mubarrad (826-898) Kámil című nagy filológiai munkája, Al-Mejdáni (?–1124) példabeszéd-gyűjteménye, Ibn Dorejd (837–933) etimológiai munkája. Az arab filológia enciklopédiáját Al-Szujúti (1445–1505) egy Muzhir című nevezetes munkában írta meg. Ide tartozik számos antológia, amelyekben a 9. századtól kezdve a legújabb időkig anyag szerint rendezett fejezetekben az általános irodalmi műveltséghez tartozó ismereteket – különösen a költészeti irodalomból – állították egybe. Ennek az Adabnak ('műveltség') nevezett irodalomcsoportból Ibn Abdi Rabbih (860–939) hispániai arab költőnek műve emelendő ki.

## Természettudományos irodalom

### Orvosi irodalom

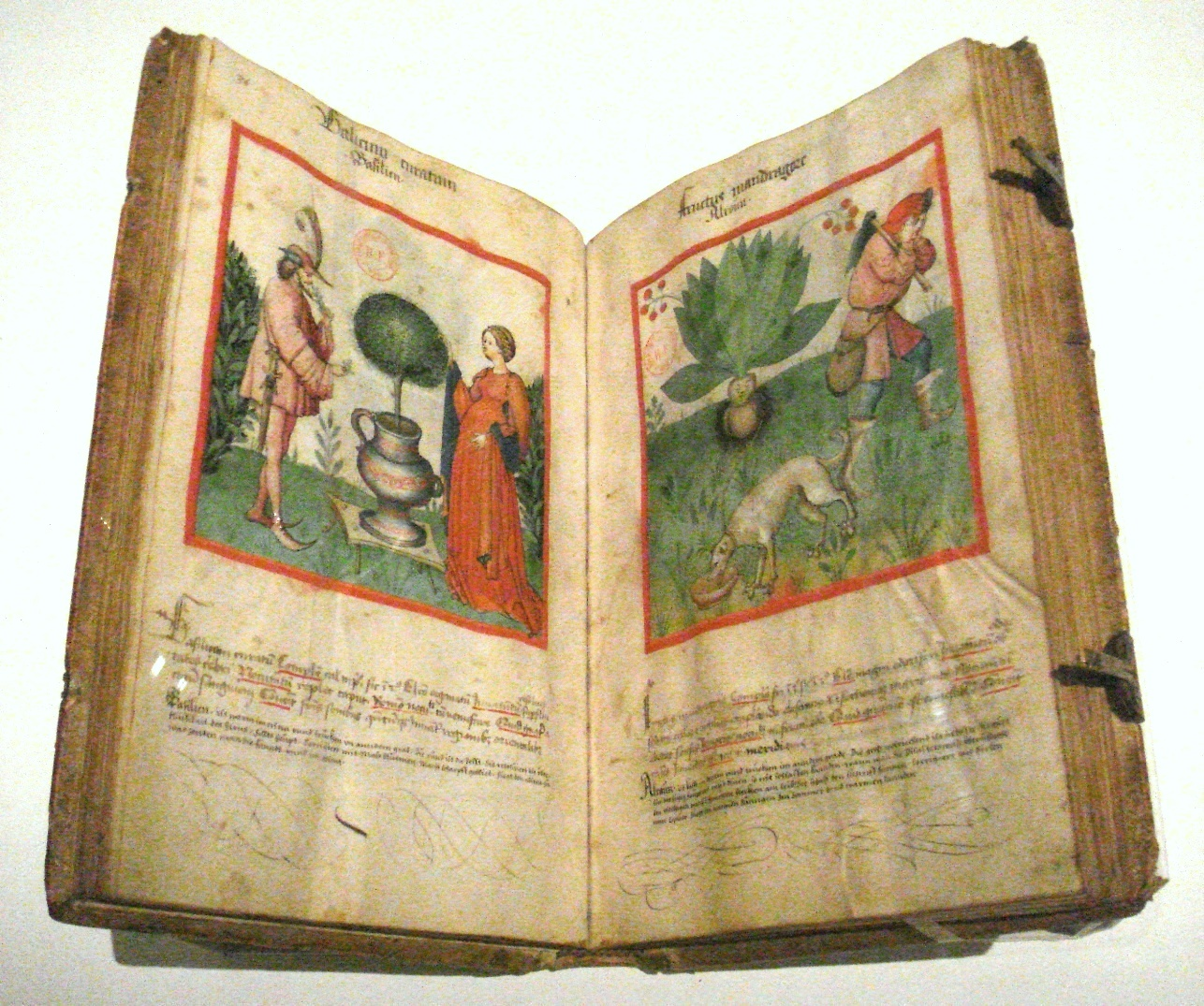
Ibn Botlán (1001–1064) orvosi művének 15. századi európai kiadása

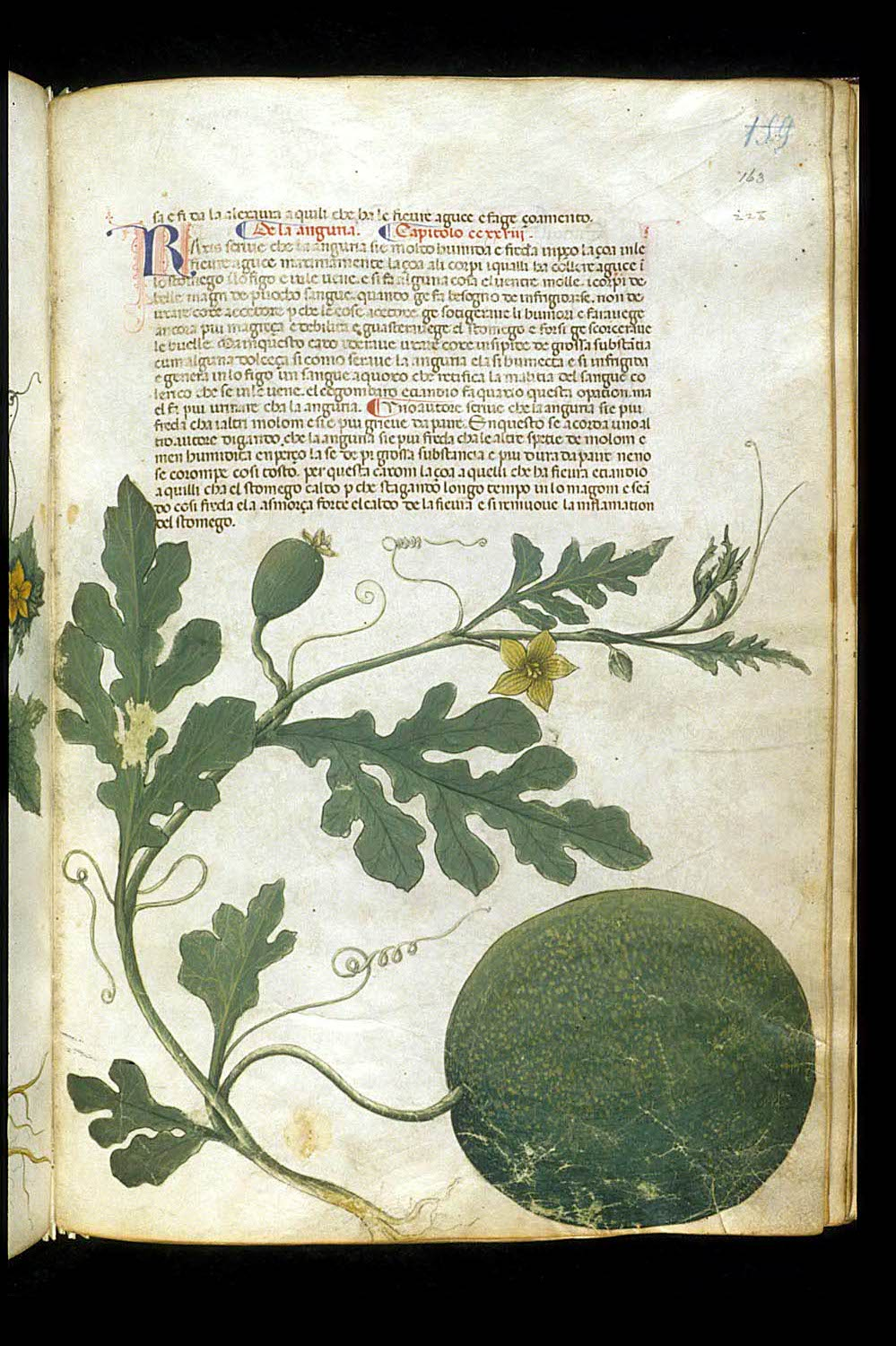
Ibn Szarfijun (lat. Johannes Serapion, 12. század) orvosi művének 15. századi európai kiadása

Görög forrásokból fejlődött ki az orvosi és a természettudományos irodalom. Körülbelül a 9. századig többnyire keresztény és szábeus tudósok képviselték az arabok között ezeket a tudományokat, tetőpontjukat a korai korszakban Hunajn ibn Iszhák al-Ibádinál (lat. Johannitius, 808–873) érik el. A 9. századtól kezdve az iszlám világban az arab filozófusok is buzgón művelni kezdték az orvosi tudományokat: a leghíresebb arab orvos a keleti területeken Avicenna (980–1037), nyugaton a kordovai Az-Zahráví (lat. Albucasis, Alsaharavi, 936–1013) volt; mindkettőjük orvostudományi művei latinra fordítva nagy befolyást gyakoroltak az orvoslás európai gyakorlatára. További jelentős arab orvosi írók: Ar-Rázi (lat. Rhazes, 854–925), Ibn Mászaveihi (lat. Johannes Mesua, 777–857), Ibn Botlán (1001–1064), Ibn Szarfijun (lat. Johannes Serapion, 12. század). Avicenna után az orvostudomány legjelentékenyebb művelőjének Ibn al-Nafiszt (1213–1288) tartották. Ezek a tudósok azonban alig emelték tudományukat a görög mestereik által elért eredmények fölé. Mivel pedig boncolás vallásos szempontból tiltva volt, az anatómiát önállóan nem kutathatták. Lényeges érdemeik vannak azonban a vegytan terén, amelyet nevezetes felfedezésekkel gazdagítottak.

### Biológiai, mineralógiai és mezőgazdasági irodalom
Az arabok a növénytant az ókori görög Pedaniosz Dioszkoridész alapján kezdték tanulmányozni, majd tetemesen tovább fejlesztették; ebben a tudományban a legnagyobb arab Ibn al-Bajtár (1197–1248) volt, akinek műve a materia medicát is magában foglalta. A zoológiáról is több terjedelmes írás létezik az arab irodalomban, amelyek azonban – mint Al-Kazvíní (1203–1283) könyve, és Al-Damiri (1344–1405) Állatok élete – inkább kultúrtörténeti értelemben értékesek, mert megőrizték az állatokra vonatkozó néphitet, a velük kapcsolatos babonákat és mondákat. Ásványtani munkát Al-Tifási (1184–1253), mezőgazdasági művet a hispániai arab Ibn al-Avvám (?–1179) írt. Az arab orvosok és természettudósok életrajzait állította össze Ibn Abi Uszajbia (1203–1270).

### Csillagászati irodalom
Az araboknál magas fokon állott a csillagászat is: hogy ezen a téren mennyi mindent köszönhet nekik Európa, azt a tőlük átvett sok csillagászati szakszóból lehet következtetni. Természetesen itt is a görögök eredményeihez kapcsolódtak saját műveik műveik; elsősorban Klaudiosz Ptolemaioszra támaszkodtak, akinek munkáját ők nevezték el Almagesztnek nevezik. A csillagászat művelése az arab irodalomban 772-ben kezdődött, amikor Al-Manszúr abbászida kalifa (ur.: 754–775) Ibráhim al-Fazárival (?–777) számításokon alapuló csillagászati táblákat készíttetett: ezeket Al-Mamún abbászida kalifa (ur.: 813–833) pontosabbakkal helyettesíttette. A korszak leghíresebb csillagásza Al-Fargáni (lat. Alfraganus, ~805–861<) volt, aki Ptolemaiosz munkájából használható kivonatot készített. Abú Masar al-Balkhi (lat. Albumasar, 787–886) és Al-Battani (lat. Albategnius, 858–929) nevezetes felfedezésekkel örökítették meg neveiket. A csillagászat művelését nagy mértékben segítették azok a csillagászati intézetek, amelyek a 9. századtól kezdve Damaszkuszban, Bagdadban, és Kairóban virágoztak. Ibn Júnusz (~950–1009), Al-Hákim fátimida kalifa (ur.: 996–1021) csillagásza Kairóban az általa szerkesztett Hákim-féle táblákban olyan számításokat végzett, amelyeket Európában csak századokkal később alkalmaztak. Az arab csillagászok megfigyeléseivel lépést tartanak az általuk felfedezett csillagászati eszközök is. Ezekről a 13. században Al-Marrakusi (?–1282<) írt külön munkát.
A csillagászattal kapcsolatban elemlíthetők az arab tudósok nagy eredményei az optika területén: itt Ibn al-Hajtham (lat. Alhazen, Ptolemaeus Secundus, 965–1040) volt a legnagyobb tekintély. Európában még a 16. században is az arabok optikai munkáit használták. A vegytan mellett azonban az alkímia is virágzott, és a tudományos csillagászatot az asztrológia kísérte, amellyel a legkomolyabb arab tudósok is foglalkoztak. Al-Kindi – aki mint filozófus ismert – előkelő helyet foglal el az asztronómiában és asztrológiában is.

### Földrajzi irodalom

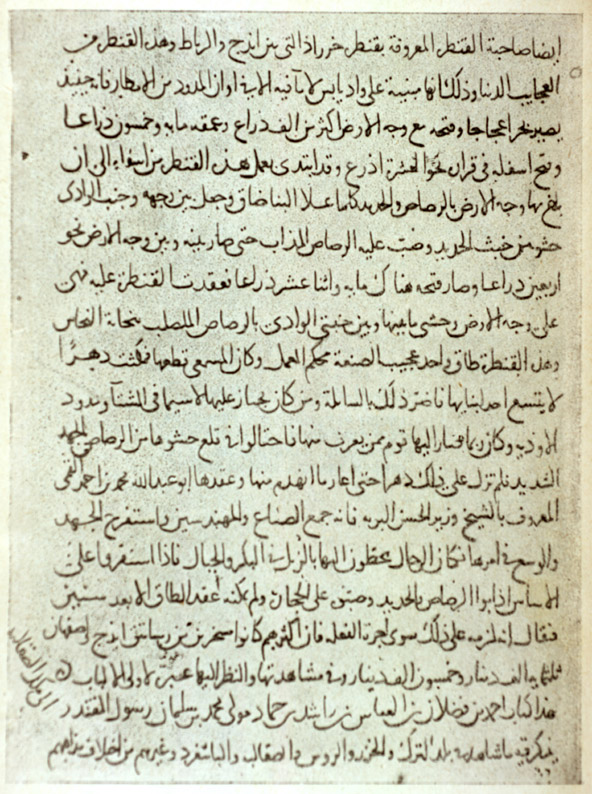
Ibn Fadlán krónikájának 10. századi kézirata

A földrajzi irodalom területén különféle nevezetes munkákat mutat fel az arab irodalom, elsősorban Afrika és Ázsia egyes részeinek tudományos leírásával. Észak-Afrikában nyugatra egészen a Nigerig, és a Szenegálig, keleten a Corrientes-fokig jutottak az arabok. Arábia, Szíria és Perzsia leírása mellett a tatár területekre, dél-Oroszországra, Kínára és Hindusztánra nézve gyűjtöttek komoly földrajzi adatokat.
Az arabok geográfiai tanulmányainak kezdetben jelentős tényezői voltak a legtávolabbi tartományokból a fővárosba adminisztratív szempontból küldött hivatalos tudósítások és jelentések. Az ismeretek később a zarándok- és tudományos utazások alapján nagyban tágultak. Nevezetes arab földrajzi író volt Ibn Khordadbe (820–912) főpostamester, Ibn al-Fakih (869–941?), Ibn Haukal (?–978), Al-Mukaddaszi (945–991). Ibn Fadlán (877–960) az orosz területeket ismertette, Al-Jaakúbi (?–905<) 890 körül írta az „Országok könyvét”, Ibn Ruszta (régebben helytelenül Ibn Dászta) 900 körül földrajzi munkát készített. Az arab félsziget geográfiáját – különös tekintettel Dél-Arábiára – Al-Hamdani (893–945) két alapvető művében tárgyalta, Al-Birúni (973–1048) nevezetes könyvében Indiát ismertette. A későbbi korszakokat is gazdag arab földrajzi irodalom jellemzi: Abu Abdalláh al-Idríszi (1100–1165) művei a földrajzi irodalomban korszakot jeleznek, Al-Dimaskinak (1256–1327) kozmográfiai könyve maradt fenn, Abu l-Fidá (1273–1331) nagy geográfiája Takvim al-buldán címmel ismert.
Roppant gazdag az arab irodalom útleírásokban is. A 9. századból maradt fenn két névtelen utazónak Indiáról és Kínáról szóló leírása, amelyet Relation des Voyages faits dans l'Inde et á la Chine címmel adtak ki 1845-ben először francia nyelven. Ibn Dzsubair (1145–1217) úti könyve mellett kiemelendő Ibn Battúta (1304–1369) útleírása. Ibn Battúta Észak-Afrikából kiindulva csaknem az egész muszlim világot bejárta, majd tapasztalatait földrajzi művében foglalta össze. Sok útleírás zarándok-utazások kapcsán keletkezett, ezek közül Abd al-Gáni al-Nabulszi (1641–1731) Szíriától Arábiáig terjedő részletes útleírása a legnevezetesebb. A földrajzi szótárak sem hiányoznak az arab irodalomban: a kutatók leginkább Abu Ubajd al-Bakri (1014–1094) és Jákút (1179–1229) nagy műveit használják.

## Matematikai irodalom
Jelentős eredményeik vannak az araboknak a matematika területén: fejlesztették és gazdagították a görög tudományból merített ismereteket, tanulmányozták és magyarázták Eukleidészt. Az araboktól kapták az európaik a számjegyeinket, egyben az arabok voltak az elsők, akik a nullát külön számjeggyel jelölték, és a számjegy nevétől (szifr = üresség) származik a számjegyek általános elnevezése. Az – egyébként ugyancsak arab szóval jelölt – algebra tanulmányozását legelőször Al-Hvárizmi (~780–~845) a 16. században latin nyelvre fordított tankönyvéből ismerjük. Az arab tudósok a geometriában is Eukleidészből indultak ki, akinek műveiről egy teljes arab nyelvű fordítás maradt fenn napjainkig; sőt Pergai Apollóniosznak a kúpszeletekről szóló munkáiból több, a görög eredetiben elveszett részlet arab fordításban maradt meg az utókor számára. Ahogy az algebrában az egyenletek módszere körül sok felfedezést köszönünk az araboknak, úgy a geometriában a trigonometriával kapcsolatban köszönhetőek nekik komoly felfedezések.

## Teológiai irodalom

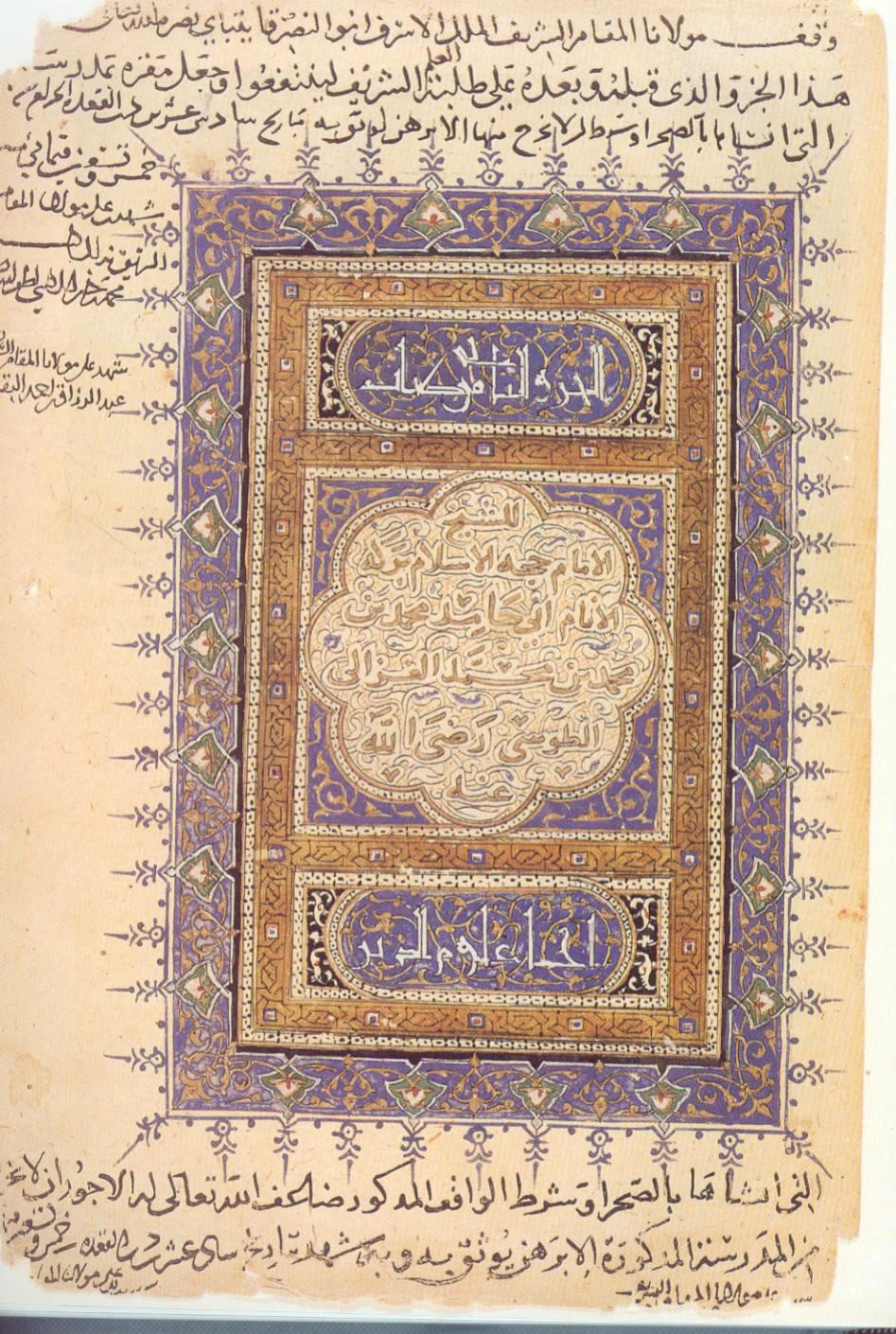
Al-Gazáli (1058–1111) egyik művének kézirata

Az arab társadalom vallásközpontússágából következik, hogy az arab irodalomban jelentős helyet foglal el a teológiai irodalom. A nagyszámú Koránról írt exegetikus könyv mellett a próféta szóbeli hagyományát (hadísz) előadó és gyűjtő, illetve a vallásos törvényt annak különféle ortodox irányai szerint különféleképpen kodifikáló és magyarázó munkák (fikh) készültek. A vallástörvényhez tartozik az iszlámban a jogi irodalom területe is.
Gazdag irodalom csoportosul a dogmatika körül, amelyet a görög filozófia hatása alatt keletkezett dogmatikai iskolák és szekták egymástól eltérő nézetei, és az egymás ellen folytatott hitvitái fejlesztettek. Ezeket az iskolákat polemikus módszerrel a hispániai Ibn Hazm (994–1064) mutatta be, a pozitív ismertetésüket As-Sahrasztáni (1086–1153) nyújtotta. Az iszlám ortodoxizmusnak a szabadelvű gondolkodók (mutaziliták) ellen három évszázadon keresztül folytatott harca után Abú al-Haszan al-Asári (874–936) megkísérelte a dogmának a két felekezet közötti közvetítő formulázását megállapítani, ez azonban csak a 12. században jutott uralkodó érvényre az ortodox dogmában. A korszak legtekintélyesebb muszlim vallástudósa Al-Gazáli (1058–1111) volt, illetve a Korán-magyarázataikkal hírnevet elérő Fakhr al-Din al-Rázi (1149–1209) és Al-Bajdávi (?–1286). Al-Idzsi (1281–1355) Mavákif ('Stációk') cím alatt foglalta össze a muszlim teológiai nézeteket, műve Dzsordzsáni (1339–1413) kommentárjával ennek az irodalomnak jeles művei közé tartozik. A prófétai közvetítő tan győzelme után az irodalomban továbbra is sok képviselője akadt a régi ortodoxizmusnak, különösen az ún. hanbaliták között. A muszlim dogmatika rövid összefoglalását An-Naszafí (~1240–1310), és Al-Szanúszi (1427–1490) művei tartalmazzák.

## Filozófiai irodalom

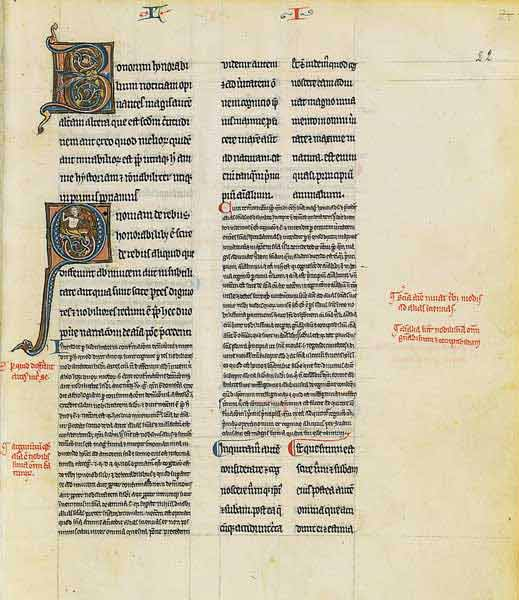
Arisztotelész De anima c. művének kommentárja Averroëstől (1126–1198)
(középkori francia kódex)

A muszlim vallástant teozófikus – sőt, egészen panteisztikus – irányban fejlesztette tovább a szúfízmus, és arab, perzsa, illetve török nyelven komoly önálló irodalmat hozott létre.
Az arabok filozófiája – a többi tudományhoz hasonlóan – görög eredetű volt. Amikor az iszlám birodalmának székhelye az Abbászidák alatt Mezopotámiába lett áthelyezve, az uralkodók pártfogásuk alá vonták fogták azt az irodalmi munkásságot és tanulmányokat, amelyeket az 5. század óta a Bizánci Birodalomból kiüldözött filozófusok a perzsa Szasszanidák alatt háborítatlanul folytathattak, és amely által egyházuk nyelvén, szírül megmenthették a görög gondolkodás emlékeit az utókor számára. Ezeket a szír fordításokat a 8. és 9. században az arab uralom alatt arab nyelvre fordították le, és arabul magyarázták és fejlesztették tovább a görög filozófiát. Ez az arab filozófia Hispánia révén a középkorban az európai tudományra nagyon mély hatást gyakorolt, és Arisztotelész filozófiájában gyökerezett annak alexandriai magyarázói értelmében. Az arab filozófia legnevezetesebb képviselői közé tartozott Al-Kindi (lat. Alkindus, 801–873), Arisztotelész műveinek magyarázója, aki a tudomány legkülönbözőbb ágaiban sokoldalú irodalmi tevékenységet fejtett ki; Al-Farábi (lat. Alpharabius, Abunaser, 872–951?), aki legelőször foglalta össze az egész peripatetikus filozófiát, és ez által a következő korszakok tanulmányainak irányát jelölte ki, az orvostudományban is jelentős Ibn Szína (Avicenna, 980–1037), és a szúfikus Al-Gazáli (lat. Algazel, 1058–1111). A felsorolt filozófusok az iszlám világ keleti tartományaiban, Bagdadban és Közép-Ázsiában éltek. A nyugati iszlámban (Hispánia, Észak-Afrika) a filozófia leghíresebb képviselői Ibn Báddzsa (Avempace, 1095–1138), Ibn Tufajl (lat. Abubacer, ~1105–1185), aki újplatonikus szempontokon induló Philosophus autodidactusában az emberi szellem haladó fejlődését a természeti foktól egészen a legmagasabb tökéletesedésig egy lélektani elbeszélés alakjában adja elő. Tanítványa volt a híres Ibn Rusd (lat. Averroës, 1126–1198), Arisztotelész iratainak leghíresebb magyarázója. Az iszlám filozófiai mozgalmainak során kiemelést érdemel még az Őszinték (helytelenül: Őszinteség testvérei, arabul: ichván al-szafá) szövetsége, amelynek tagjai Bászrában (Mezopotámia) a 10. században a tudományok enciklopédiáját 51 fejezetben megírták.
| Nagy hatással volt az arab filozófia a zsidókra is, akik részben önálló munkákban, részben fordításaik által hathatós tényezői voltak a filozófiai eszmék terjedésének. Leghíresebb képviselői a középkori zsidó irodalom szócikkben találhatóak. |

## Költészet
Az egzakt tudományok felvirágzása mellett az arab irodalomban előkelő hely jutott a költészetnek és szépirodalomnak is. A költészet az Omajjádok alatt körülbelül a dzsáhilijja költészetének színvonalán maradt, idővel azonban mesterkéltebb természetet öltött, és valóságos műköltészetté vált. Ebben a formában a költők megváltozott szemléletének dacára továbbra is a régi kaszídák formáját és gondolatkörét tartotta fenn mesterségesen. Jellemző, hogy az udvari költők verseikben a régi beduin költőkhöz hasonlóan a sivatag világába képzelték magukat. Az Abbászida korszak leghíresebb költői: Abu Nuvász (757–814), Muszlim ibn al-Valíd (?–823), és Abú al-Atáhijja (?–~828), akinek szép költeményei a korszak vallásos érzelmeit tükrözték vissza. Abú Temmám (788–845) és Al-Buhturi (820–897) egymás vetélytársai voltak a régi minták utánzásában, illetve a régi költemények gyűjtésében. Jelentős továbbá Abdallah ibn al-Mutazz (861–908), az Abbászida uralkodóház sarja, és Mutanabbi (915–965) munkássága; utóbbi egyesek szerint az arabok legnagyobb költője. Mutanabbi volt a példaképe Abu l-Alá al-Maarrinak (973–1057), a vak költőnek, aki az arab irodalomtörténetben Mutanabbi módjára szerzett költeményein kívül filozófiai szellemű dívánja által lett nevezetes. A vallásos spekuláció területén misztikus költészet fejlődött ki: bár bort és szerelmet énekeltek a költők, de verseiket az isteni szellemtől való ittasságra és az isteni lény felé vágyódásra, a vele történő egyesülésre magyarázzák. Ilyen misztikus költeményeket adtak elő a dervisek ájtatos, sokszor őrjöngő gyakorlataik (zikr) alkalmával. Közülük a leghíresebbek Ibn al-Fárid (1181–1234) és Ibn Arabi (1165–1240) dívánjai lettek. A vallásos költők között nagy hírnévnek örvendett Al-Busziri (1213–1294) Mohamed dicsőítésére írt Burda című kaszidája.

## Széppróza

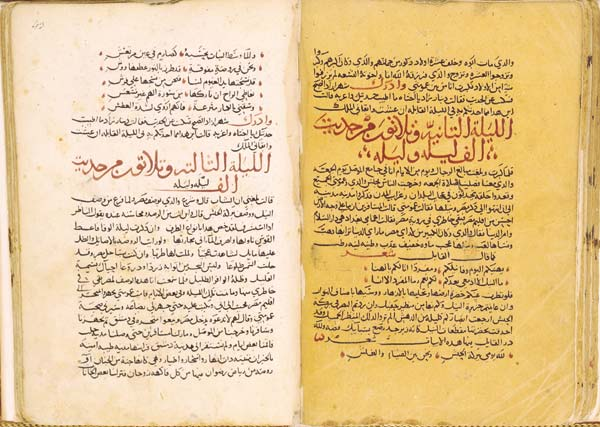
Az Ezeregyéjszaka arab kézirata az 1300-as évekből (A G kézirat részlete)

A szépirodalomhoz tartozik az arab széppróza is, amely az arab irodalomban egyre mesterkéltebb alakban jelent meg, végül pedig a homályosságban találta meg a tökéletesség eszményét. A makamák stílusában uralkodó keresettség a külső forma (prózai rímek, szójátékok stb.) és kifejezés szemszögéből idővel a történelmi prózába is utat talált. A történetírók között már említett Imád al-Din al-Iszfaháni (1125–1201) művei mind ilyen homályos és mesterkélt stílusban lettek írva; a későbbi időkben pedig ízléstelen túlzásig hajtották ezt a stílust.
Az arab irodalom nagy számú erkölcstanító keret-elbeszéléseket tartalmaz, illetve egyes történelmi alakok körül csoportosuló terjedelmes meséket és népregényeket. Az előbbiek perzsa mintákon fejlődtek – vagy mint a Kalila va-dimna, egyenesen a perzsa nyelvből lettek lefordítva. A kor alkotásai közül nagy tetszésnek örvendett Ahmad ibn Arabsáh (1389–1450) könyve. A népregények és mesegyűjtemények részben idegen befolyás alatt keletkeztek, mint az Az Ezeregyéjszaka meséi, vagy pedig az arab népi szellem eredeti termékei. Ez utóbbiak között a leghíresebb a nagy terjedelmű Antar-regény, a Szejf-regény, a Banú Hilál, a Rász el gúl Zír, és egyéb regények, amelyek a modern korban is a keleti könyvpiac számára újabb és újabb kiadásokban jelentek meg nagy kelendőségnek örvendve. Ezeknek az elbeszéléseknek csodaszerű motívumai a nyugati meseirodalomra ugyancsak nagy hatást gyakoroltak.
A 11. század óta az arabok az irodalom bármely területén kevés eredeti klasszikus művet alkottak; helyette a kompiláció, régebbi munkák magyarázása, körülírása vagy átdolgozása foglalta el az irodalom minden ágát. Az európai befolyás a 19. században hagyott látható nyomot az arab irodalomban: Indiában, Egyiptomban és Szíriában a bennszülöttek között nevezetes műveltségi központok alakultak ki, ezek azonban nemcsak a régi irodalom felébresztésében, hanem mindenféle európai alkotások silány fordításaiban is érvényesültek. Ugyancsak a 19. századtól van arab nyelvű hírlapirodalom.

## Középkori keleti tudósok latinos neve
| Név                     | Élt            | Latinos név                  | Nemzetiség |
| ----------------------- | -------------- | ---------------------------- | ---------- |
| Dzsábir ibn Hajján      | 721 – 815      | Geber                        | arab       |
| Ibn Mászaveihi          | 777 – 857      | Johannes Mesua               | arab       |
| Abú Masar al-Balkhi     | 787 – 886      | Albumasar                    | arab       |
| Al-Kindi                | 801 – 873      | Alkindus                     | arab       |
| Al-Fargáni              | ~805 – 861<    | Alfraganus                   | arab       |
| Hunajn ibn Iszhák       | 808 – 873      | Johannitius                  | arab       |
| Ar-Rázi                 | 854 – 925      | Rhazes                       | arab       |
| Al-Battani              | 858 – 929      | Albategnius                  | arab       |
| Al-Farábi               | 872 – 951?     | Alpharabius, Abunaser        | arab       |
| Az-Zahráví              | 936 – 1013     | Albucasis, Alsaharavi        | arab       |
| Ibn al-Hajtham          | 965 – 1040     | Alhazen, Ptolemaeus Secundus | arab       |
| Ibn Szína               | 980 – 1037     | Avicenna                     | perzsa     |
| Salamon ibn Gavirol     | 1021 – 1057    | Avicebron                    | zsidó      |
| Salamon ben Jicchák     | 1040 – 1105    | Salomon Isaacides            | zsidó      |
| Al-Gazáli               | 1058 – 1111    | Algazel                      | perzsa     |
| Ábrahám ibn Ezra        | 1089 – 1167    | Abenezra                     | zsidó      |
| Ibn Báddzsa             | 1095 – 1138    | Avempace                     | arab       |
| Abu Bakr ibn Tufajl     | 1105 k. – 1185 | Abubacer                     | arab       |
| Ibn Rusd                | 1126 – 1198    | Averroes                     | arab       |
| Mose ben Maimon         | 1137? – 1204   | Maimonides                   | zsidó      |
| Ibn Szarfijun           | 12. század     | Johannes Serapion            | arab       |
| Núr ad-Dín al-Bitrúdzsi | ? – 1204       | Alpetragius                  | arab       |
| Mózes ben Nahman        | 1194 – 1270    | Nahmanides                   | zsidó      |
| Bar Hebraeus            | 1226 – 1286    | Abulpharagius                | szír       |
| Jákob ben Máhir         | 1236 – 1305    | Profatius Judaeus            | zsidó      |
| Lévi ben Gerson         | 1288 – 1344    | Gersonides                   | zsidó      |

## Magyar nyelvű szövegkiadások

### Gyűjteményes művek
- Arabok – Irodalmi és politikai antológia, Kozmosz Könyvek, Budapest, 1976, ISBN 963-211-114-1, 525 p
- Mai arab elbeszélők, Európa Könyvkiadó, Budapest, 1960, 322 p

### Sorozatok
- Keleti Források – Fontes Orientales: (vonatkozó részek)
  - Buzurg ibn Sahrijár: India csudálatosságai (ford. Simon Róbert), Corvina Kiadó Kft., Budapest, 2006, ISBN 963-13-5493-8, 186 p
  - Uszáma Ibn Munqidz: Intelmek könyve – Egy szíriai emír memoárja a keresztes háborúk korából (ford. Simon Róbert), Corvina Kiadó Kft., Budapest, 2006, ISBN 9789631355659, 334 p
  - Ibn Fadlán: Beszámoló a volgai bolgárok földjén tett utazásról (ford. Simon Róbert), Corvina Kiadó Kft., Budapest, 2007, ISBN 978-963-13-5594-9, 193 oldal
  - A tisztaság testvérei – Az állatok és az emberek pere a dzsinnek királya előtt – Arab ökológiai mese a 10. századból (ford. Simon Róbert), Corvina Kiadó Kft., Budapest, 2010, ISBN 978-963-13-5947-3, 338 p

### Egyedi művek fordításai
- Abú-Hámid Mohammed Al-Ghazálíj: A tévelygésből kivezető út (ford. Németh Pál), Mikes International, Hága, 2003
- El Zahrawi: Albucasis kódex, Pytheas Kiadó, ISBN 978-963-748-329-5, 100 p [Abú l-Kászim az-Zahráví At-Tasrif c. műve]
- Ibn Battúta zarándokútja és vándorlásai (ford. Prileszky Csilla), Gondolat Könyvkiadó, Budapest, 1964, 393 p
- Ibn Tufajl: A természetes ember. (Fordította Katona Tamás és Molnár Imre.) Budapest, Európa, 1961. MEK elérhetőség
- Ibn Hayyán a kalandozó magyarokról (ford. Elter István), Szegedi Középkortörténeti Könyvtár, Szeged, 2009, 143 p
- Ibn Khaldún: Bevezetés a történelembe (Al-Muqaddima), Osiris Kiadó, Budapest, 1995, ISBN 963-379-076-X, 635 p
- Korán (ford. Simon Róbert, Prométheusz Könyvek 17.), Budapest, Helikon, 1987, ISBN 963-207-822-5, 494 p
- Miklós Tamás (szerk.): Az Ezeregyéjszaka meséi I–VII. – Az eredeti arab szöveg első teljes magyar fordítása, Atlantisz Könyvkiadó, Budapest, 2000, ISBN 963-9165-12-3
- Miszkavaihi: A boldogságról – A boldogság könyve (ford. Maróth Miklós), Európa Könyvkiadó, Budapest, 1987, ISBN 963-07-4314-0, 68 p
- Zimonyi István: Muszlim források a honfoglalás előtti magyarokról. A Gayhani-hagyomány magyar fejezet, Balassi Kiadó, ISBN 963-506-627-9, 2005, 280 p
- Kmoskó Mihály: Mohamedán írók a steppe népeiről. Földrajzi irodalom I/1., Balassi Kiadó, 1997, ISBN 963-506-170-6, 218 p
- Kmoskó Mihály: Mohamedán írók a steppe népeiről. Földrajzi irodalom I/2., Balassi Kiadó, 2000, ISBN 963-506-326-1, 264 p
- Kmoskó Mihály: Mohamedán írók a steppe népeiről. Földrajzi irodalom I/3., Balassi Kiadó, 2000, ISBN 978-963-506-703-9, 207 p

## Kapcsolódó szakirodalom

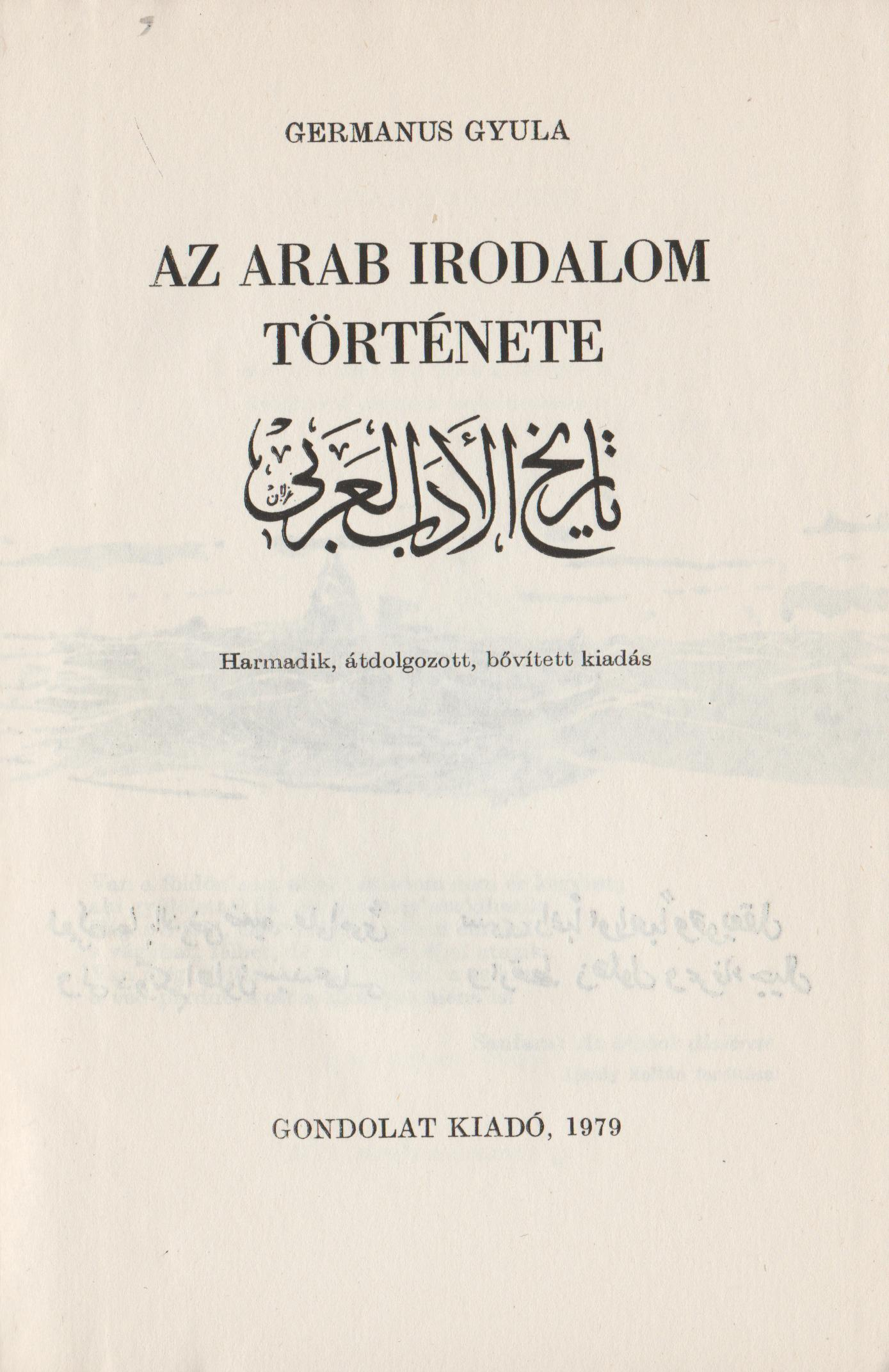
Germanus Gyula: Az arab irodalom története

- Goldziher Ignác: Az arab irodalom rövid története. Budapest, Kőrösi Csoma Társaság, 2005. ISBN 963-8378-21-2
- Germanus Gyula: Az arab irodalom története, Gondolat Kiadó, Budapest, 1979, ISBN 9632807723, 471 p
- Arab költők a pogánykortól napjainkig. Szerk. Germanus Gyula. Budapest: Magyar Helikon. 1961. Online elérés
- Maróth Miklós: Aristoteléstől Avicennáig (Apollo könyvtár, ISSN 0324-4415; 14.), Akadémiai Kiadó, Budapest, 1983, ISBN 963-05-3215-8, 336 p